# Seznam ulic v Náměšti nad Oslavou
Seznam ulic v Náměšti nad Oslavou uvádí přehled ulic a veřejných prostranství ve městě Náměšť nad Oslavou v okrese Třebíč.

## Seznam
| Název           | Pojmenováno po                   | Souřadnice                       | Obrázek | Commons                                 | RÚIAN   | Mapy.cz         |
| --------------- | -------------------------------- | -------------------------------- | ------- | --------------------------------------- | ------- | --------------- |
| Ant. Dvořáka    | Antonín Dvořák                   | 49°12′23″ s. š., 16°9′18″ v. d.  |         | Ant. Dvořáka (Náměšť nad Oslavou)       | 602060  | stre&id=134632  |
| B. Němcové      | Božena Němcová                   | 49°12′13″ s. š., 16°9′2″ v. d.   |         | B. Němcové (Náměšť nad Oslavou)         | 602078  | stre&id=134633  |
| Brněnská        | Brno                             | 49°12′15″ s. š., 16°9′28″ v. d.  |         | Brněnská (Náměšť nad Oslavou)           | 602108  | stre&id=134636  |
| Bítešská        | Velká Bíteš                      | 49°12′44″ s. š., 16°9′54″ v. d.  |         | Bítešská (Náměšť nad Oslavou)           | 602086  | stre&id=134634  |
| Bří Čapků       | bratři Čapkové                   | 49°12′11″ s. š., 16°9′4″ v. d.   |         | Bří Čapků (Náměšť nad Oslavou)          | 602094  | stre&id=134635  |
| Družstevní      | družstvo                         | 49°12′39″ s. š., 16°9′2″ v. d.   |         | Družstevní (Náměšť nad Oslavou)         | 602124  | stre&id=134638  |
| E. F. Buriana   | Emil František Burian            | 49°12′37″ s. š., 16°8′53″ v. d.  |         | E. F. Buriana (Náměšť nad Oslavou)      | 602132  | stre&id=134639  |
| Gen. Mrázka     | Karel Mrázek                     | 49°12′9″ s. š., 16°8′53″ v. d.   |         | Gen. Mrázka                             | 704261  | stre&id=143355  |
| Habří           | habr                             | 49°12′6″ s. š., 16°9′42″ v. d.   |         | Habří (Náměšť nad Oslavou)              | 602141  | stre&id=134640  |
| Havlíčkova      | Karel Havlíček Borovský          | 49°12′34″ s. š., 16°9′3″ v. d.   |         | Havlíčkova (Náměšť nad Oslavou)         | 602167  | stre&id=134642  |
| Husova          | Jan Hus                          | 49°12′35″ s. š., 16°9′2″ v. d.   |         | Husova (Náměšť nad Oslavou)             | 602175  | stre&id=134643  |
| Hájek           |                                  | 49°12′13″ s. š., 16°9′23″ v. d.  |         | Hájek (Náměšť nad Oslavou)              | 602159  | stre&id=134641  |
| J. Nerudy       | Jan Neruda                       | 49°12′10″ s. š., 16°9′6″ v. d.   |         | J. Nerudy (Náměšť nad Oslavou)          | 602183  | stre&id=134644  |
| J. Wericha      | Jan Werich                       | 49°12′9″ s. š., 16°9′ v. d.      |         | J. Wericha (Náměšť nad Oslavou)         | 602191  | stre&id=134645  |
| Jar. Ježka      | Jaroslav Ježek                   | 49°12′36″ s. š., 16°8′47″ v. d.  |         | Jar. Ježka (Náměšť nad Oslavou)         | 602205  | stre&id=134646  |
| Jiráskova       | Alois Jirásek                    | 49°12′36″ s. š., 16°9′12″ v. d.  |         | Jiráskova (Náměšť nad Oslavou)          | 602213  | stre&id=134647  |
| Jiřího Wolkera  | Jiří Wolker                      | 49°12′8″ s. š., 16°8′59″ v. d.   |         | Jiřího Wolkera (Náměšť nad Oslavou)     | 602221  | stre&id=134648  |
| Kaštanová       | jírovec maďal                    | 49°12′38″ s. š., 16°9′47″ v. d.  |         | Kaštanová (Náměšť nad Oslavou)          | 602230  | stre&id=134649  |
| Ke Křišťálovu   |                                  | 49°12′10″ s. š., 16°9′11″ v. d.  |         | Ke Křišťálovu                           | 602337  | stre&id=134659  |
| Kleinovka       |                                  | 49°11′51″ s. š., 16°9′20″ v. d.  |         | Kleinovka                               | 602302  | stre&id=134656  |
| Komenského nám. | Jan Amos Komenský                | 49°12′26″ s. š., 16°9′32″ v. d.  |         | Komenského nám. (Náměšť nad Oslavou)    | 602248  | stre&id=134650  |
| Krátká          | délka                            | 49°12′32″ s. š., 16°9′24″ v. d.  |         | Krátká (Náměšť nad Oslavou)             | 602256  | stre&id=134651  |
| Lesní           | les                              | 49°12′46″ s. š., 16°8′44″ v. d.  |         | Lesní (Náměšť nad Oslavou)              | 602264  | stre&id=134652  |
| Lipová          | lípa                             | 49°12′22″ s. š., 16°9′17″ v. d.  |         | Lipová (Náměšť nad Oslavou)             | 602272  | stre&id=134653  |
| Masarykovo nám. | Tomáš Garrigue Masaryk           | 49°12′22″ s. š., 16°9′23″ v. d.  |         | Masarykovo náměstí (Náměšť nad Oslavou) | 602281  | stre&id=134654  |
| Mjr. Šandery    | Josef Šandera                    | 49°12′19″ s. š., 16°9′33″ v. d.  |         | Mjr. Šandery                            | 602299  | stre&id=134655  |
| Na Klínkách     |                                  | 49°12′14″ s. š., 16°9′8″ v. d.   |         | Na Klínkách (Náměšť nad Oslavou)        | 602311  | stre&id=134657  |
| Na Křemelkách   |                                  | 49°12′36″ s. š., 16°8′59″ v. d.  |         | Na Křemelkách                           | 602345  | stre&id=134660  |
| Na Vyhlídce     |                                  | 49°12′29″ s. š., 16°9′8″ v. d.   |         | Na Vyhlídce (Náměšť nad Oslavou)        | 602353  | stre&id=134661  |
| Na Výsluní      |                                  | 49°12′13″ s. š., 16°9′34″ v. d.  |         | Na Výsluní (Náměšť nad Oslavou)         | 602361  | stre&id=134662  |
| Nad Příhořím    |                                  | 49°12′44″ s. š., 16°8′53″ v. d.  |         | Nad Příhořím                            | 602370  | stre&id=134663  |
| Nad Splavem     |                                  | 49°12′2″ s. š., 16°9′15″ v. d.   |         | Nad Splavem (Náměšť nad Oslavou)        | 821730  | stre&id=5182908 |
| Nad Statkem     |                                  | 49°12′47″ s. š., 16°10′3″ v. d.  |         | Nad Statkem (Náměšť nad Oslavou)        | 602388  | stre&id=134664  |
| Nad Tratí       | železniční trať                  | 49°12′18″ s. š., 16°9′10″ v. d.  |         | Nad Tratí (Náměšť nad Oslavou)          | 602396  | stre&id=134665  |
| Nad Čertovkou   |                                  | 49°12′48″ s. š., 16°8′39″ v. d.  |         | Nad Čertovkou (Náměšť nad Oslavou)      | 3143881 | stre&id=5199193 |
| Nová            | čas                              | 49°12′17″ s. š., 16°8′59″ v. d.  |         | Nová (Náměšť nad Oslavou)               | 602434  | stre&id=134669  |
| Nádražní        | železniční stanice               | 49°12′25″ s. š., 16°9′3″ v. d.   |         | Nádražní (Náměšť nad Oslavou)           | 602400  | stre&id=134666  |
| Nádraží         | železniční stanice               | 49°12′26″ s. š., 16°8′52″ v. d.  |         | Nádraží (Náměšť nad Oslavou)            | 602418  | stre&id=134667  |
| Obora           | Náměšťská obora                  | 49°11′58″ s. š., 16°10′14″ v. d. |         |                                         | 602442  | stre&id=134670  |
| Ocmanická       | Ocmanice                         | 49°12′47″ s. š., 16°8′33″ v. d.  |         | Ocmanická                               | 602451  | stre&id=134671  |
| Ot. Březiny     | Otokar Březina                   | 49°12′14″ s. š., 16°8′57″ v. d.  |         | Ot. Březiny (Náměšť nad Oslavou)        | 602469  | stre&id=134672  |
| Palackého       | František Palacký                | 49°12′27″ s. š., 16°9′21″ v. d.  |         | Palackého (Náměšť nad Oslavou)          | 602329  | stre&id=134658  |
| Petra Křičky    | Petr Křička                      | 49°12′43″ s. š., 16°8′40″ v. d.  |         | Petra Křičky (Náměšť nad Oslavou)       | 602477  | stre&id=134673  |
| Podhradí        | zámecký areál Náměšť nad Oslavou | 49°12′34″ s. š., 16°9′40″ v. d.  |         | Podhradí (Náměšť nad Oslavou)           | 602493  | stre&id=134675  |
| Příhoří         |                                  | 49°12′45″ s. š., 16°8′59″ v. d.  |         | Příhoří                                 | 602485  | stre&id=134674  |
| Sadová          | sad                              | 49°12′19″ s. š., 16°9′16″ v. d.  |         | Sadová (Náměšť nad Oslavou)             | 602507  | stre&id=134676  |
| Smetanova       | Bedřich Smetana                  | 49°12′3″ s. š., 16°9′30″ v. d.   |         | Smetanova (Náměšť nad Oslavou)          | 602523  | stre&id=134678  |
| Třebíčská       | Třebíč                           | 49°12′32″ s. š., 16°8′54″ v. d.  |         | Třebíčská (Náměšť nad Oslavou)          | 602515  | stre&id=134677  |
| U Obory         | Náměšťská obora                  | 49°12′9″ s. š., 16°9′44″ v. d.   |         | U Obory (Náměšť nad Oslavou)            | 602531  | stre&id=134679  |
| U Pivovaru      |                                  | 49°12′25″ s. š., 16°9′41″ v. d.  |         | U Pivovaru (Náměšť nad Oslavou)         | 602540  | stre&id=134680  |
| U Žel. mostu    |                                  | 49°12′1″ s. š., 16°9′20″ v. d.   |         | U Žel. mostu                            | 602566  | stre&id=134682  |
| V. Nezvala      | Vítězslav Nezval                 | 49°12′33″ s. š., 16°9′27″ v. d.  |         | V. Nezvala (Náměšť nad Oslavou)         | 602574  | stre&id=134683  |
| Vícenický žleb  | Vicenický žleb                   | 49°12′6″ s. š., 16°8′46″ v. d.   |         | Vícenický žleb (street)                 | 602582  | stre&id=134684  |
| Zborovská       | Zborov                           | 49°12′12″ s. š., 16°8′53″ v. d.  |         | Zborovská (Náměšť nad Oslavou)          | 602621  | stre&id=134688  |
| Zámek           | zámecký areál Náměšť nad Oslavou | 49°12′31″ s. š., 16°9′45″ v. d.  |         | Zámek (Náměšť nad Oslavou)              | 602604  | stre&id=134686  |
| Závrata         |                                  | 49°12′17″ s. š., 16°9′36″ v. d.  |         | Závrata                                 | 602612  | stre&id=134687  |
| náměstí Míru    | mír                              | 49°12′23″ s. š., 16°9′9″ v. d.   |         | Náměstí míru (Náměšť nad Oslavou)       | 602426  | stre&id=134668  |
| Červené domky   |                                  | 49°12′44″ s. š., 16°9′19″ v. d.  |         | Červené domky (Náměšť nad Oslavou)      | 602116  | stre&id=134637  |
| Žerotínova      | Žerotínové                       | 49°12′32″ s. š., 16°9′31″ v. d.  |         | Žerotínova (Náměšť nad Oslavou)         | 602639  | stre&id=134689  |